# ロバート・ルービン
ロバート・エドワード・ルービン（英語：Robert Edward Rubin、1938年8月29日 - ）は、アメリカ合衆国の政治家、銀行家、財政家。財務長官、国家経済会議委員長を歴任した。ビル・クリントン政権では財政均衡を主導し、ロナルド・レーガンとジョージ・H・W・ブッシュ政権以来の負の遺産である双子の赤字の削減に努めた。

## 来歴

### 生い立ち
1938年8月29日にニューヨーク州ニューヨークのユダヤ系の家庭に誕生する。父親は社会派の有力弁護士で、祖父はニューヨーク市ブルックリン区の民主党のリーダーという家系であった。若い時からの民主党支持者である。
1960年にハーバード大学経済学部を最優等で卒業後にロンドン・スクール・オブ・エコノミクスに進み、1961年に卒業した。
さらにイェール大学ロースクールで法学を学ぶ。1964年に卒業した。そして1964年から1966年にクレアリー・ゴットリーブ・ステーン・アンド・ハミルトン法律事務所（在ニューヨーク）で勤務した。

### ゴールドマン・サックス時代
1966年にゴールドマン・サックスに入社し、四半世紀をウォール街で過ごした。鞘取りの天才と称され、入社5年でパートナー・14年で役員会に相当する経営委員会入りを果たすなど実力主義の投資銀行の中でも超スピード出世で、1990年には同社の共同会長に就任しトップに上り詰めた。

### 財政家として

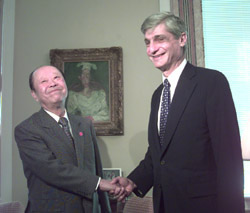
宮澤喜一大蔵大臣と（1999年4月26日）

1993年1月20日のビル・クリントン政権の発足と同時に経済政策担当大統領補佐官に任命されてホワイトハウス入りし、新設の国家経済会議委員長も兼任した。

### 財務長官
1995年1月11日にビル・クリントン政権1期目で第70代アメリカ合衆国財務長官に就任した。財務長官としてルービンはアメリカの最重要政策決定に先導的な役割を果たした。財政の均衡・貿易政策のグローバル化・メキシコ・アジア・ロシア連邦の金融危機への対策と公共債発行上限に関する議会と行政府との調停・ドル偽造に対する対策・インフレ連動債の導入と財務省法務局（Treasury's Law Enforcement Agencies）の様々な政策事項への断固たる措置・アメリカ合衆国内国歳入庁の改革などに携わり、1999年7月2日にアメリカ合衆国財務長官を退任した。
「大きな政府」を志向しがちな民主党政権内に「市場中心主義」を根付かせ、的確な政策運営によりアラン・グリーンスパン連邦準備理事会議長と並ぶアメリカ経済繁栄の立役者と評価される。一方で当時の橋本龍太郎首相がルービンについてクリントン大統領に直接苦言を呈するほど日本に対しては貿易面で高圧的であり、日本より中国を重視する親中派でもあった。

### 現在
財務長官退任後は1999年10月よりシティグループの経営執行委員会会長（1999年から）になり、グループの戦略・経営・運営に携わる。その他に民間銀行の新規参入を許す法改正を支持し、投資業務や新型保険の開発を促して規制を破壊した後に政治家を引退した後は天下りをして1億1500万ドルの報酬を得る（マイケル・ムーアのキャピタリズムより）。フォード・モーターの取締役やマウントサイナイ医科大学評議会の理事を務める。2000年3月にニューヨークを基盤に電子商取引企業への投資を専門にするプライベート株式投資会社のインサイト・キャピタル・パートナーズの顧問となる。

## 年譜

### 経済活動における年譜
- 1966年　ゴールドマン・サックス入社
- 1971年　ゴールドマン・サックスパートナーとなる
- 1972年　シカゴ先物取引所理事（1976年まで）
- 1979年　ニューヨーク先物取引所理事（1985年まで）
- 1980年　ゴールドマン・サックス社経営委員
- 1980年　ニューヨーク・シティー年金基金投資諮問会議
- 1980年　貿易交渉に関する大統領諮問委員会メンバー（1982年まで）
- 1987年　ゴールドマン・サックス社副会長
- 1987年　貿易競争力に関する知事諮問委員会メンバー
- 1988年　ニューヨーク証券取引所規制諮問委員会メンバー
- 1989年　ニューヨーク連銀国際資本市場諮問員会メンバー
- 1990年　ゴールドマン・サックス社上席パートナーシップ兼共同会長

### 政治活動における年譜
政治活動は一貫して民主党員であった。
- 1983年　ウォルター・モンデール民主党大統領候補ニューヨーク州選挙対策財政委員長（1984年まで）
- 1992年　民主党全国大会の受入委員長
- 1992年　経済政策担当大統領補佐官
- 1994年　国家経済会議委員長
- 1995年　第70代アメリカ合衆国財務長官（1999年7月2日まで）

## 家族
家族はジュディス・オクセンバーグ夫人と2子である。

## 著書
- In an Uncertain World. (Random House, 2003).

古賀林幸・鈴木淑美訳『ルービン回顧録』(日本経済新聞社, 2005年) ISBN 978-4532165154

## 参照
1. ↑  古賀林幸・鈴木淑美訳『ルービン回顧録』(日本経済新聞社, 2005年)300～306頁